# Nemesia carminans
Nemesia carminans is een spinnensoort in de taxonomische indeling van de bruine klapdeurspinnen (Nemesiidae).
Nemesia carminans werd in 1818 beschreven door Latreille.